# Alena Zachová
Alena Zachová (* 6. května 1954, Havlíčkův Brod) je literární teoretička a vysokoškolská pedagožka. Zabývá se problematikou interpretace uměleckých textů z hlediska intertextuality, teorie mýtů a rodových studií. Od roku 2005 působí jako vedoucí Katedry českého jazyka a literatury Pedagogické fakulty Univerzity Hradec Králové

## Vzdělání
Absolvovala základní školu a gymnázium v Chotěboři. Dálkově vystudovala Pedagogickou fakultu v Hradci Králové. Rok po ukončení vysokoškolského studia získala po úspěšně složené rigorózní zkoušce titul doktorka pedagogiky v oboru teorie vyučování českému jazyku. Odborný zájem o tematiku literární teorie ji přivedl do pražského Ústavu pro českou literaturu ČSAV. V roce 1997 na tomto pracovišti obhájila pod vedením mezinárodně uznávané literární teoretičky Daniely Hodrové kandidátskou disertační práci Intertextualita vertikální a horizontální v oboru teorie literatury a dějiny české literatury. V roce 2002 úspěšně zakončila habilitační řízení v oboru teorie a dějiny české literatury prací Mýtus jako paměť prózy. Interpretace vybraných textů umělecké literatury na Filozofické fakultě Ostravské univerzity.

## Zaměstnání
Po ukončení vysokoškolského studia vyučovala na základní škole v Chotěboři a na SOU v Trutnově. Od roku 1984 působila jako odborná asistentka na Katedře českého jazyka a literatury Pedagogické fakulty Hradec Králové. V roce 1985 se dostala do čela pobočky Literárněvědné společnosti ČSAV. Od roku 2002 začala pracovat jako docentka na Katedře českého jazyka a literatury Pedagogické fakulty Hradec Králové a v roce 2005 se stala vedoucí této katedry.

## Pedagogická činnost a další aktivity
Na Katedře českého jazyka a literatury Pedagogické fakulty Hradec Králové vede přednášky a semináře z literární vědy a světové literatury. Ve výběrových seminářích se specializuje na literaturu středoevropského kontextu a problematiku genderu v literatuře s ohledem na vývoj stereotypů v dílech 2. poloviny 19. století po současnost. Kromě pedagogického působení na univerzitě se věnuje odborné publikační činnosti. Podílela se také na koncepci učebních osnov pro základní školu.

## Publikační činnost
Její rozsáhlá odborná publikační činnost zahrnuje monografie, příspěvky do časopisů (např. Česká literatura, Svět literatury, Český jazyk a literatura, Tvar a Host) a sborníků i metodické příručky pro pedagogy. Zaměřuje se na teoretické problémy literární vědy a jejich aplikaci na texty světové i české literatury.

### Výběr z publikační činnosti

#### Vlastní monografie
- Antologie textů k úvodu do studia literatury (1987)
- Intertextualita vertikální a horizontální (1997)
- Mýtus jako paměť prózy (2002)
- Výzva interpretace (2007)
- Čtenářství a čtenářská gramotnost (2013)

#### Autorské monografie
- Od patriarchy k tatínkovi: západoslovanské modely otcovství (2008, s M. Ł. Filipowiczem a J. E. Królak)
- Rod v memoárech (2009, s M. Ł. Filipowiczem)
- Rozměry čtenářství (2012, s P. Bubeníčkovou, M. Čuřínem, V. Vaníčkovou, M. Markošem, E. Izákovou)
- Příběh budovy čp. 301 (2018, s N. Mlsovou, P. Bubeníčkovou, M. Čuřínem)
- I rodina má svou paměť. Rodinná paměť v interdisciplinárním kontextu (2018, s R. Švaříčkovou Slabákovou, I. Sobotkovou, M. Filipowiczem, J. Kohoutovou, M. Petrů)